# Hlabisa
Hlabisa (auch Hiabisa) ist ein Ort in der südafrikanischen Provinz KwaZulu-Natal. Er liegt in der Gemeinde Big Five Hlabisa im Distrikt UMkhanyakude.
2011 hatte Hlabisa 2469 Einwohner. Die Stadt liegt auf einer Höhe von 460 Metern. Die Stadt ist ein Zentrum für Dienstleistungsangebote in der Gemeinde. Hier gibt es ein Krankenhaus, einen Taxistand, Läden und Schulen. Bis 2016 war Hlabisa Verwaltungssitz der Gemeinde Hlabisa.

## Klima
Die durchschnittliche Niederschlagsmenge in Hlabisa beträgt 766 Millimeter. Der meiste Niederschlag fällt im Sommer (Oktober bis März). Die geringste Niederschlagsmenge gibt es mit 10 Millimetern im Juli. Der meiste Niederschlag fällt im Januar (116 Millimeter). Die durchschnittliche Temperatur in Hlabisa variiert von 22,9 °C im Juni bis zu 29,5 °C im Januar. Der kälteste Monat ist der Juni. Hier liegen die durchschnittlichen Tiefsttemperaturen nachts bei 9,1 °C.